# سموم: المعزب 2
سموم: المعزب 2 هو مسلسل كويتي، تراثي من تأليف احمد جوهر، وإخراج البيلي أحمد، وإنتاج مؤسسة الأبرق للإنتاج الفني، وهو الجزء الثاني من مسلسل المعزب.

## الفكرة
تدور أحداث المسلسل قبل ثمانين سنة تقريبا في الكويت، حيث نشهد في إطار درامي قسوة الحياة المعيشية قبل اكتشاف النفط، وذلك من خلال سلسلة مواقف تمزج بين التراث، والكوميديا.

## الممثلون
- سعد الفرج (أبو سعدون)
- أحمد جوهر (شداد / حمود بن عسم)
- عبد العزيز الحداد (سعدون / كيعان)
- مبارك سلطان (سيف / طبر بوسعود)
- منى شداد (سلمى)
- ميس كمر (شكرية)
- هبة سليمان (زينة)
- أحمد الهزيم (أبو عبد الله)
- رضا علي حسين (أبو ناصر)
- محمد المنيع (حجي منصور)
- أحمد مساعد (أبو سلمى)
- إسماعيل الراشد (أبو صقر)
- أمينة القفاص (أم عبد الله)
- نواف الشمري (نايف)
- عماد العكاري (خلف)
- حيدر الحداد (ناصر)
- عبد الله الفريح (أبو حمد)
- فوزي القاضي (أبو يوسف)
- عبد الله عبد الرضا (صقر)
- محمد عاشور (عواد)